# Ole Braunschweig
Ole Braunschweig (Berlino, 15 novembre 1997) è un nuotatore tedesco, specializzato nello stile dorso.

## Biografia
Ha rappresentato la Germania ai Giochi olimpici estivi di Tokyo 2020, dove si è classificato 25º nei 100 m dorso.
Ai mondiali di Budapest 2022 ha stabilito il primato nazionale nei 50 metri dorso, con il tempo 24"58.
Ai campionati europei di nuoto di Roma 2022 ha vinto la medaglia di bronzo nei 50 m dorso, terminando la gara alle spalle del greco Apostolos Christou e dell'italiano Thomas Ceccon.

## Palmarès
- Europei

Roma 2022: bronzo nei 50 m dorso.
- Europei in vasca corta

Otopeni 2023: argento nei 50m dorso.